# Unreal (série télévisée)
Pour les articles homonymes, voir Unreal (homonymie).
Unreal (stylisée UnREAL), ou RéelleMENT au Québec, est une série télévisée américaine en 38 épisodes de 42 minutes, créée par Marti Noxon et Sarah Gertrude Shapiro d'après le court métrage Sequin Raze de Shapiro et dont les trois premières saisons ont été diffusées entre le 1er juin 2015 et le 23 avril 2018 sur Lifetime et en simultané sur Lifetime Canada au Canada. La quatrième et dernière saison a été diffusée intégralement le 16 juillet 2018 sur le service Hulu.
Au Québec, la série est diffusée depuis le 4 mars 2016 sur ICI ARTV et est rediffusée en clair depuis le 12 avril 2016 sur ICI Radio-Canada Télé. En France, elle est diffusée depuis le 24 mai 2016 sur NRJ 12. Néanmoins, elle reste pour le moment inédite dans les autres pays francophones.

## Synopsis
La série suit les coulisses de Everlasting (ou Il était une fois dans la version traduite), une télé-réalité de dating type The Bachelor, pour laquelle travaille Rachel Goldberg.
Elle doit manipuler les candidats afin d'obtenir les rebondissements et les drames nécessaires pour que le programme reste attractif et plaise à sa productrice, Quinn King, une femme prête à tout pour que l'émission soit la plus dramatique possible.

## Distribution

### Acteurs principaux

#### Membres de la production
- Shiri Appleby (VF : Marie Chevalot) : Rachel Goldberg
- Constance Zimmer (VF : Sophie Riffont) : Quinn King
- Craig Bierko (VF : Constantin Pappas) : Chet Wilton
- Jeffrey Bowyer-Chapman (VF : Jean-Michel Vaubien) : Jay Carter
- Josh Kelly (VF : Thomas Roditi) : Jeremy Caner (saisons 1 à 3)
- Aline Elasmar (VF : Emmanuelle Rivière) : Shia (saison 1)
- Michael Rady (VF : Sylvain Agaësse) : Coleman Wasserman (saison 2)
- Brennan Elliott (VF : Marc Saez) : Graham (saisons 3 et 4 - récurrent saisons 1 et 2)
- Genevieve Buechner (en) (VF : Jade Jonot) : Madison (saisons 3 et 4 - récurrente saisons 1 et 2)
- François Arnaud (VF : Anatole de Bodinat) : Tommy Castelli (saison 4)

#### Candidats de l'émission
- Freddie Stroma (VF : Axel Kiener) : Adam Cromwell (saison 1 - invité saison 2)
- Breeda Wool (VF : Léovanie Raud) : Faith Duluth (saison 1 - invitée saison 4)
- Johanna Braddy (VF : Noémie Orphelin) : Anna Martin (saison 1)
- Nathalie Kelley (VF : Olivia Luccioni) : Grace (saison 1)
- Ashley Scott (VF : Laura Blanc) : Mary Newhouse (saison 1)
- B. J. Britt (VF : Thibaut Belfodil) : Darius Beck (saison 2)
- Monica Barbaro (VF : Alice Taurand) : Yael (saison 2)
- Denée Benton (VF : Marie-Eugénie Maréchal) : Ruby Carter (saison 2)
- Kim Matula (VF : Chloé Berthier) : Tiffany James (saison 2)
- Meagan Tandy (VF : Flora Kaprielian) : Chantal (saison 2)
- Gentry White (VF : Jean-Baptiste Anoumon) : Romeo Beck (saison 2)
- Caitlin Fitzgerald (VF : Élisabeth Ventura) : Serena Wolcott (saison 3)
- Bart Edwards (VF : Gauthier Battoue) : Jasper Hunt (saison 3)
- Alex Hernandez (VF : Eilias Changuel) : Owen Boyd (saison 3)
- Alex Sparrow (VF : Donald Reignoux) : Alexi Petrov (saison 3 - récurrent saison 4)
- Adam Demos (VF : Stanislas Forlani) : August Walker (saisons 3 et 4)
- Natalie Hall (VF : Caroline Pascal) : Candy Coco (saison 4)
- Meagan Holder (en) (VF : Marie Tirmont) : Noelle Jackson (saison 4)
- Alejandro Muñoz (VF : Benjamin Pascal) : Rodrigo (saison 4)

### Acteurs récurrents
Introduits dans la saison 1
- Amy Hill (VF : Sylvie Genty) : Dr Hillary Wagerstein (saisons 1 et 2)
- Martin Cummins (VF : Serge Faliu) : Brad (saisons 1 et 2)
- Mimi Kuzyk (VF : Josiane Pinson) : Dr Olive Goldberg (saisons 1 à 3)
- Barclay Hope (VF : Renaud Marx) : Asa Goldberg (saisons 1 et 3)
- Sonya Salomaa (VF : Pascale Vital) : Cynthia Wilton (saisons 1 et 3)
- Donavon Stinson (en) (VF : Guillaume Bourboulon) : Dan (saisons 1 à 4)
- Tom Brittney (en) (VF : Valentin Merlet) : Roger Lockwood (saisons 1 et 4)
- Natasha Wilson (VF : Charlotte Corréa) : Maya (saisons 1 et 4)
- Arielle Kebbel (VF : Anouck Hautbois) : Britney
- Siobhan Williams (VF : Karine Foviau) : Lizzie
- Graeme McComb (VF : Olivier Martret) : Sam
- Christie Laing (VF : Adeline Forlani) : Shamiqua
- Stephanie Bennett (VF : Fouzia Youssef) : Pepper
- Natasha Burnett (VF : Nathalie Doudou) : Athena

Introduits dans la saison 2
- Christopher Cousins (VF : Guy Chapellier) : Gary Taylor (saisons 2 et 3)
- Ioan Gruffudd (VF : Arnaud Bedouët) : John Booth
- Lindsay Musil (VF : Claire Baradat) : Beth Ann
- Monique Ganderton (en) (VF : Marianne Viguès) : Brandi
- Jessica Sipos (VF : Elsa Davoine) : Hayley
- Elizabeth Whitmere (VF : Marie Zidi) : Dominique
- Sunita Prasad (en) (VF : Adeline Forlani) : London
- Karissa Tynes (VF : Céline Ronté) : Jameson

Introduits dans la saison 3
- Tracie Thoms (VF : Annie Milon) : Fiona Berlin (saisons 3 et 4)
- Brandon Jay McLaren (VF : Rody Benghezala) : Dr Simon
- Melvin Gregg (en) (VF : Jhos Lican) : Zach Taylor
- Terry Chen (VF : Stéphane Pouplard) : Guy Moretti
- Marcus Rosner (en) (VF : Damien Ferrette) : Warren Johnson
- Kassandra Clementi (en) (VF : Rebecca Benhamour) : Crystal
- Tyler Hynes (en) (VF : Gilduin Tissier) : Billy Byrd
- Cameron Bancroft (VF : Mathieu Rivolier) : Preston Palmer
- Chelsea Hobbs (VF : Nastassja Girard) : Charlie
- Jaime Callica (af) (VF : Guillaume Beaujolais) : Xavier Chopin

Introduits dans la saison 4
- Meghan Heffern (VF : Aurore Bonjour) : Sofia
- Christopher Russell (VF : Laurent Larcher) : Jack
- Alli Chung (VF : Jade Phan-Gia) : Skye
- Samantha Cole (en) (VF : Amélia Ewu) : Emily

 Source et légende : version française (VF) sur RS Doublage et Doublage Séries Database

## Développement

### Production
Le 30 juin 2013, Lifetime commande un pilote pour une série télévisée inspirée du court-métrage Sequin Raze de Sarah Gertrude Shapiro. Il est annoncé que le pilote sera écrit par Marti Noxon, connue pour son travail sur Buffy contre les vampires, et Sarah Gertrude Shapiro et qu'il sera réalisé par Roger Kumble, réalisateur de Sexe Intentions (Cruel Intentions).
Le 6 février 2014, la chaîne commande officiellement une première saison de dix épisodes pour la série et annonce qu'elle sera lancée en 2015. Le 16 mars 2015, la chaîne dévoile la première bande-annonce de la série ainsi que sa date de lancement, le 1er juin 2015.
Le 6 juillet 2015, la série est renouvelée pour une deuxième saison.
En janvier 2016, il est annoncé que Breeda Wool (Faith) et Malea Mitchell (Amy, vue dans l'épisode 5) feront partie d'une courte websérie dérivée de dix épisodes.
Le 2 juin 2016, Lifetime annonce la reconduction de la série pour une troisième saison de dix épisodes, avant même le lancement de la deuxième,. Stacy Rukeyser devient la nouvelle showrunner.
Les actrices principales ont réalisé des épisodes de la série. Shiri Appleby a réalisé l'épisode 6 de la deuxième saison. Il s'agit de sa troisième expérience en tant que réalisatrice sur une série. Quant à Constance Zimmer, dont  c'est la première fois, elle réalise l'épisode 8 de la troisième saison.
Le 28 juillet 2017, la série est renouvelée pour une quatrième saison avant même la diffusion de la troisième.
En mai 2018, la production annonce que la quatrième saison sera la dernière mais également que cette saison sera diffusée sur le service de vidéo à la demande Hulu en tant que série originale de la plateforme. La saison est ainsi avancée au mois de juillet 2018, soit quelques mois seulement après la fin de la diffusion de la troisième saison.

### Casting
En septembre 2013, il est annoncé que Shiri Appleby interprétera le personnage central de la série puis Freddie Stroma rejoint la distribution dans le rôle de l'homme qui sera au centre de l'émission de télé-réalité.
En octobre 2013, Josh Kelly et Breeda Wool rejoignent la distribution principale de la série.
En novembre 2013, les actrices Megyn Price, Nathalie Kelley et Johanna Braddy rejoignent à leurs tour la distribution principale. Le 2 juin 2014, Megyn Price est remplacée par l'actrice Constance Zimmer pour le rôle de Quinn King, la productrice de l'émission. Le 22 juillet 2014, Craig Bierko rejoint la distribution de la série pour le rôle de Chet, le créateur de l’émission de télé-réalité. Le 8 août 2014, Siobhan Williams et J. R. Bourne rejoignent la distribution de la série en tant que personnages récurrents.
En janvier 2016, l'acteur B. J. Britt rejoint la série pour la deuxième saison dans le rôle de Darius Hill, le nouveau prétendant d'Everlasting, suivi de Monica Barbaro (Hawaii Five-O), Denée Benton, Michael Rady (Jane the Virgin) et Gentry White, suivis en février par Meagan Tandy (Teen Wolf) et Kim Matula (The Bold and the Beautiful / Amour Gloire & Beauté), rejoints en mars par Monique Ganderton, Jessica Sipos, Elizabeth Whitmere, Sunita Prasad et Karissa Tynes, en avril par Ioan Gruffudd, et l'invitation de Freddie Stroma dans deux épisodes.
Pour la troisième saison, la production engage Caitlin Fitzgerald, Kassandra Clementi (en) et Jaime Callica (en), Chelsea Hobbs, Brandon Jay McLaren et Tracie Thoms.

## Épisodes

### Première saison (2015)
1. Retour dans l'arène (Return)
2. Recherche garce désespérément (Relapse)
3. Viens voir maman (Mother)
4. L'amour est dans le vignoble (Wife)
5. Les Belles et la Bête (Truth)
6. Tombé de haut (Fly)
7. Toute peine mérite salaire (Savior)
8. Qui veut épouser qui ? (Two)
9. Raison ou sentiments (Princess)
10. Le Grand Jour (ou presque) (Future)

### Deuxième saison (2016)
Elle a été diffusée entre le 6 juin 2016 et le 8 août 2016 sur Lifetime.
1. La Guerre (War)
2. Rébellion (Insurgent)
3. Guérilla (Guerilla)
4. Trahison (Treason)
5. Infiltration (Infiltration)
6. Victime (Casualty)
7. Embuscade (Ambush)
8. Fugitif (Fugitive)
9. Espionnage (Espionage)
10. Tir amical (Friendly Fire)

### Troisième saison (2018)
Elle a été diffusée entre le 26 février 2018 et le 23 avril 2018 sur Lifetime.
1. Le pacte de sang (Oath)
2. Las Vegas (Shield)
3. Une princesse pas comme les autres (Clarity)
4. Règlements de comptes (Confront)
5. La revanche de Quinn (Gestalt)
6. Ce qu'il faut faire (Transference)
7. Prête à tout (Projection)
8. Passés décomposés (Recurrent)
9. Co-dépendance (Codependence)
10. Les masques tombent (Commitment)

### Quatrième saison (2018)
Elle a été mise en ligne intégralement le 16 juillet 2018 sur le service Hulu.
1. All Stars (All In)
2. Candi Coucou (Double Down)
3. Passeport pour la danse (Wild Card)
4. À haut risque (Cold Call)
5. Babysitting (No Limit)
6. Liaisons dangereuses (Tilt)
7. Bluff (Bluff)
8. Mort programmée (Sudden Death)

## Univers de la série

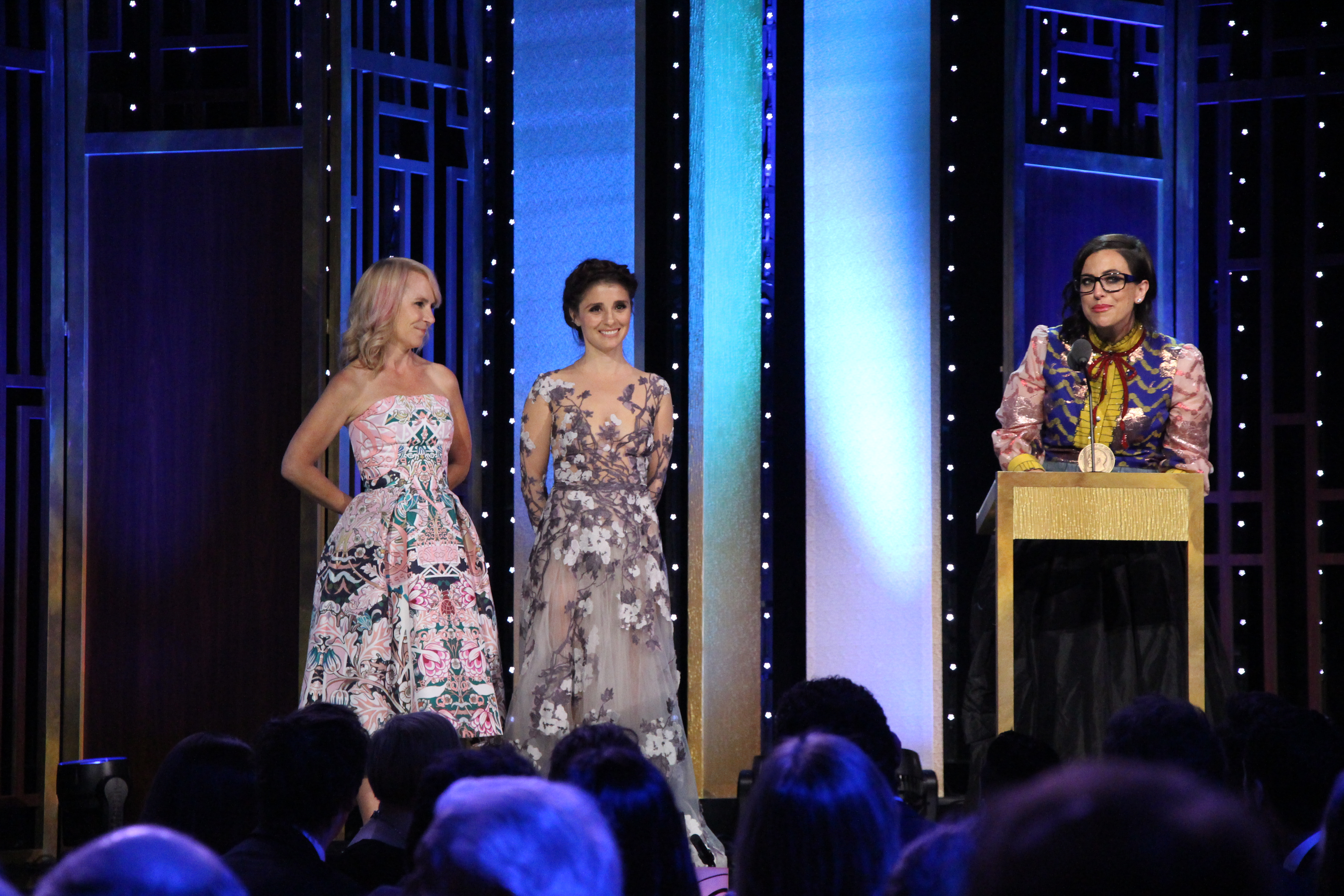
Les créatrices et productrices Marti Noxon et Sarah Gertrude Shapiro, autour de l'actrice Shiri Appleby, aux Peabody Awards 2015.

### Sarah Gertrude Shapiro etThe Bachelor
Shapiro, la co-créatrice de la série, a été productrice pendant neuf saisons de l’émission The Bachelor diffusée aux États-Unis à partir de 2002. Travailler pour The Bachelor en étant dotée d’une sensibilité féministe fut psychologiquement destructeur pour elle. « Ce fut comme demander à un militant végétarien de travailler dans un abattoir » a-t-elle déclaré. Empêchée par contrat de quitter la production elle en arrivera à menacer sa direction de se suicider, une menace qui restera sans effet. Elle en sortira finalement en s’installant dans un autre État. Shapiro, qui déteste cette industrie, éprouve malgré tout une certaine tendresse envers les candidats qu’elle considère comme des victimes. Pour elle, « Les gens qui réalisent ces émissions de télé-réalité sont très intelligents. La télé-réalité est un jeu d’échec auquel vous ne pouvez pas gagner »,.

## Accueil
Sur Metacritic, la série affiche un score de 78 % de critiques positives (avec 17 avis). Sur Rotten Tomatoes le score global est de 81 % (avec 38 avis). L'audience moyenne par épisode est de 700 000 téléspectateurs en première diffusion sur Lifetime.
Pour Les Inrocks, « Au lieu de se contenter d’une critique facile et moralisatrice de la télé-réalité, UnREAL livre une représentation subtile des rapports de force qui régissent cette industrie ». Pour Télérama, « Intelligemment, la série évite le pur cynisme et le dégommage à vue pour appuyer sur les paradoxes des personnages ».  